# Olympische Sommerspiele 1904/Schwimmen – 1 Meile Freistil (Männer)
Der Schwimmwettkampf über 1 Meile (1609,34 m) Freistil der Männer bei den Olympischen Spielen 1904 in St. Louis wurde am 5. September 1904 ausgetragen. Es war die erste und bis heute einzige Austragung des Wettbewerbs. Austragungsort war der Life Saving Exhibition Lake.
Bei diesem Wettbewerb musste der See 15-mal durchschwommen werden. Während der ersten Hälfte des Rennens blieben die sieben Teilnehmer dicht beisammen. Dann setzen sich Emil Rausch und Géza Kiss vom Feld ab. Rausch konnte seinen Vorsprung stetig vergrößern und gewann schließlich mit 50 Sekunden Vorsprung.

## Ergebnisse
| Rang | Athlet         | Nation             | Zeit        | Anm. |
| ---- | -------------- | ------------------ | ----------- | ---- |
| 1    | Emil Rausch    | Deutsches Reich    | 27:18,2 min | OR   |
| 2    | Géza Kiss      | Ungarn             | 28:28,2 min |      |
| 3    | Francis Gailey | Australien         | 28:54,0 min |      |
| 4    | Otto Wahle     | Österreich         | unbekannt   |      |
| –    | John Meyers    | Vereinigte Staaten | DNF         |      |
| –    | Louis Handley  | Vereinigte Staaten | DNF         |      |
| –    | Edgar Adams    | Vereinigte Staaten | DNF         |      |